# みくま (護衛艦・2代)
みくま（ローマ字：JS Mikuma, FFM-4）は、海上自衛隊の護衛艦。もがみ型護衛艦の4番艦。艦名は筑後川本流上流部分の一部（大分県日田市付近）を流れる三隈川に由来する。三隈川は、日田市から下流の都市部への木材輸送などに使用されたほか、神事や観光祭の会場として親しまれている。艦名は海自の部隊などから募集し、各種検討を踏まえた結果、岸信夫防衛相が決定した。
この名を受け継いだ日本の艦艇としては、旧海軍の最上型重巡洋艦「三隈」、海上自衛隊のちくご型護衛艦3番艦の「みくま」に続き3代目にあたる。
本記事は、本艦の艦暦について主に取り扱っているため、性能や装備等の概要についてはもがみ型護衛艦を参照されたい。

## 艦歴
中期防衛力整備計画に基づく令和元年度計画護衛艦として、三菱重工業に発注され、2020年7月15日に三菱重工業長崎造船所で起工、2021年12月10日に「みくま」と命名され、進水した。艤装工事と海上公試を受け、2023年3月7日に就役し、護衛艦隊直轄第13護衛隊に編入され、佐世保基地に配備された。
同年9月25日から10月3日にかけて、九州西方から四国沖を経て駿河湾に至る海空域及び沼津海浜訓練場において、輸送艦「しもきた」、掃海艇「やくしま」・「たかしま」、MCH‐101、米海軍LCACとともに日米共同訓練（輸送特別訓練）を実施する。訓練項目はクロスデッキ（LCAC）、ビーチング訓練、捜索救難訓練、LCAC整備訓練、PHOTOEX等の予定。
2023年11月29日、屋久島沖米軍オスプレイ墜落事故に伴い自主派遣。墜落から約2時間35分後の17時15分に佐世保基地を出港。翌11月30日の深夜1時35分に現着し、以後、同じく自主派遣された艦艇や自衛隊部隊、海上保安庁などと共に12月2日まで捜索救難活動に従事した。

### 歴代艦長
進水時点では、クルー制導入のため艤装員長は決められなかった。
| 代   | 氏名     | 在任期間   | 出身校・期 | 前職 | 後職 | 備考 |
| 艦長 | 艦長     | 艦長       | 艦長       | 艦長 | 艦長 | 艦長 |
| ---- | -------- | ---------- | ---------- | ---- | ---- | ---- |
| 1    | 藤井信樹 | 2023.3.7 - |            |      |      |      |

## ギャラリー

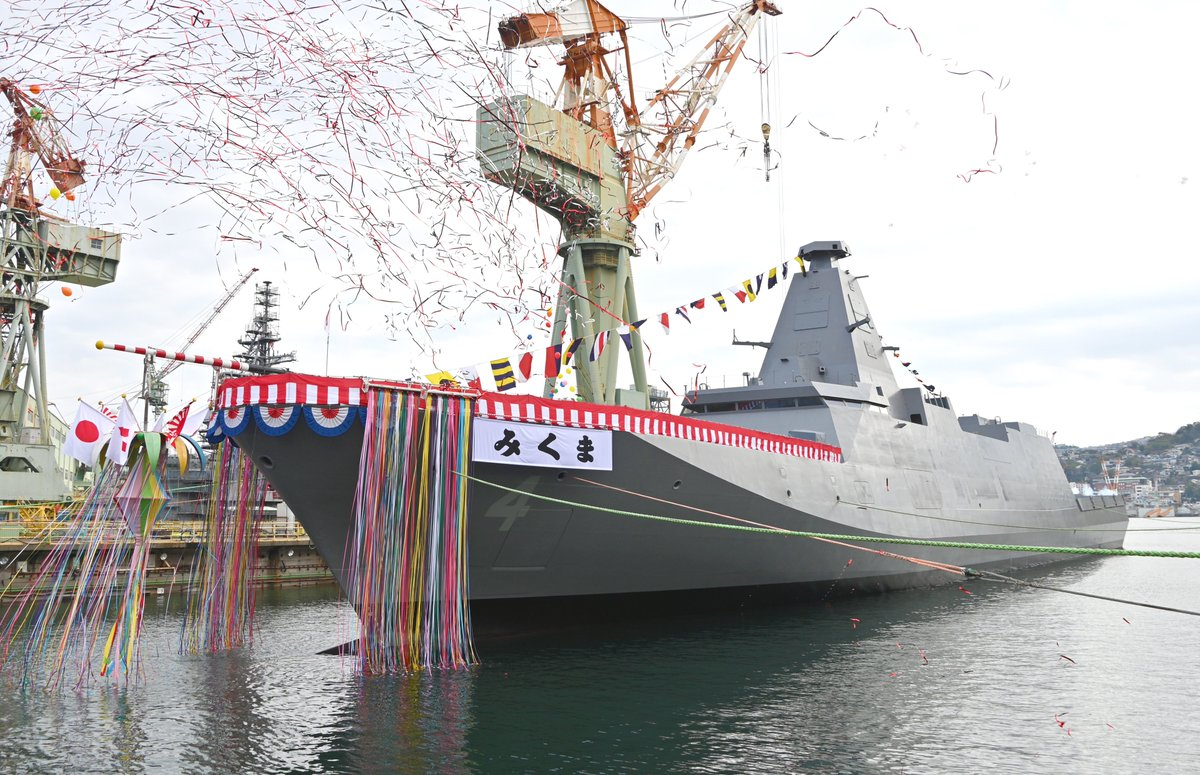
命名・進水式後の「みくま」
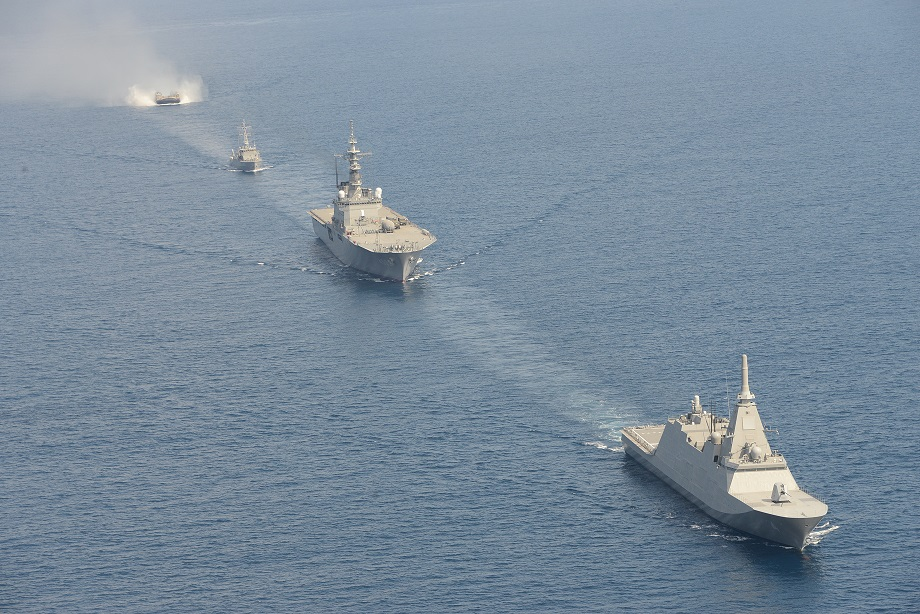
単縦陣の先頭で航行する「みくま」